# Чемпионат СССР по хоккею с мячом 1951
3-й чемпионат СССР по хоккею с мячом впервые был проведён в виде однокругового турнира.
Матчи первой группы состоялись в Архангельске с 9 по 24 января 1951 года. Чемпионом СССР стала команда «Динамо» (Москва), одержавшая победы во всех семи матчах. Первую группу покинули ленинградская «Красная заря» и харьковский «Трактор». В первой группе сыграно 28 матчей, в них забито 94 мяча.
Одновременно в Казани проходил турнир во второй группе. Право в следующем сезоне сыграть в высшем дивизионе завоевали рижский ОДО и казанские «Крылья Советов». Во второй группе было сыграно 29 игр (для выявления команды, которая завоевала второе место и путёвку в класс сильнейших, потребовался дополнительный матч), было забито 119 мячей.
Команда-победительница всесоюзного первенства впервые была награждена специальным переходящим призом Спорткомитета СССР. Игрокам команд, занявших первое, второе и третье места вручались дипломы I, II и III степени соответственно. Двое игроков московского «Спартака» были лишены наград: Георгий Микульшин — за неоднократные нарушения режима и Илья Барахов — за недисциплинированное поведение. Кроме того, дипломами III степени были награждены хоккеисты рижской команды ОДО, занявшие первое место во второй подгруппе.

## Участники
Команды по итогам прошлого первенства были разбиты на две группы. К участию в первой группе, разыгрывавшей звание чемпиона, были допущены команды, занявшие с 1 по 8 места в предыдущем чемпионате. Во второй группе, в которой команды боролись за право на следующий год подняться в первую группу, получили возможность выступить команды, в предыдущем чемпионате занявшие места с 9 по 16. Однако, команды «Спартак» (Гатчина) и «Динамо» (Казань) по разным причинам не смогли принять участие в чемпионате и их место заняли ивановский «Спартак» и казанские «Крылья Советов». Киевская команда, представлявшая в первенстве 1950 года общество «Большевик», в чемпионате 1951 года выступала под флагом общества «Искра».
| Команда              | Город        | Результат в прошлом сезоне |
| -------------------- | ------------ | -------------------------- |
| I группа             |              |                            |
| ДО                   | Свердловск   | 1 место                    |
| «Динамо»             | Москва       | 2 место                    |
| «Спартак»            | Москва       | 3 место                    |
| «Красная заря»       | Ленинград    | 4 место                    |
| «Водник»             | Архангельск  | 5 место                    |
| КВИФК имени Ленина   | Ленинград    | 6 место                    |
| КБФ                  | Таллин       | 7 место                    |
| «Трактор»            | Харьков      | 8 место                    |
| II группа            |              |                            |
| Завод имени Калинина | Калининград  | 9 место                    |
| ДО                   | Минск        | 11 место                   |
| «Локомотив»          | Петрозаводск | 12 место                   |
| «Динамо»             | Чкалов       | 14 место                   |
| ДО                   | Рига         | 15 место                   |
| «Искра»              | Киев         | 16 место                   |
| «Спартак»            | Иваново      |                            |
| «Крылья Советов»     | Казань       |                            |

## Первая группа
| М | Команда                        | 1    | 2   | 3   | 4   | 5   | 6   | 7   | 8    | В | Н | П | Мячи  | О  |
| - | ------------------------------ | ---- | --- | --- | --- | --- | --- | --- | ---- | - | - | - | ----- | -- |
| 1 | «Динамо» (Москва)              |      | 5:0 | 7:0 | 5:1 | 1:0 | 3:0 | 3:0 | 11:1 | 7 | 0 | 0 | 35-2  | 14 |
| 2 | ДО (Свердловск)                | 0:5  |     | 3:1 | 3:1 | 2:2 | 5:0 | 1:0 | 4:0  | 5 | 1 | 1 | 18-9  | 11 |
| 3 | «Спартак» (Москва)             | 0:7  | 1:3 |     | 1:0 | 1:1 | 2:1 | 0:0 | 6:0  | 3 | 2 | 2 | 11-12 | 8  |
| 4 | КВИФК имени Ленина (Ленинград) | 1:5  | 1:3 | 0:1 |     | 2:0 | 1:1 | 2:2 | 2:0  | 2 | 2 | 3 | 9-12  | 6  |
| 5 | КБФ (Таллин)                   | 0:1  | 2:2 | 1:1 | 0:2 |     | 0:2 | 2:2 | 1:0  | 1 | 3 | 3 | 6-10  | 5  |
| 6 | «Водник» (Архангельск)         | 0:3  | 0:5 | 1:2 | 1:1 | 2:0 |     | 3:0 | 0:1  | 2 | 1 | 4 | 7-12  | 5  |
| 7 | «Красная заря» (Ленинград)     | 0:3  | 0:1 | 0:0 | 2:2 | 2:2 | 0:3 |     | 1:1  | 0 | 4 | 3 | 5-12  | 4  |
| 8 | «Трактор» (Харьков)            | 1:11 | 0:4 | 0:6 | 0:2 | 0:1 | 1:0 | 1:1 |      | 1 | 1 | 5 | 3-25  | 3  |

Занявшие последние места «Красная заря» и «Трактор» были переведены во вторую группу.

### Составы команд и авторы забитых мячей
1. «Динамо» (Москва) (15 игроков): Сергей Андреев (7; −1), Алексей Матчин (3; −1) — Николай Артёмов (7; 0), Всеволод Блинков (7; 11), Юрий Блинов (6; 0), Иван Давыдов (7; 0), Сергей Ильин (7; 3), Василий Комаров (2; 0), Николай Медведев (5; 7), Борис Петров (7; 1), Александр Полевой (6; 1), Владимир Савдунин (7; 2), Сергей Соловьёв (7; 3), Василий Трофимов (7; 7), Владимир Туляков (2; 0).
2. ДО (Свердловск) (17 игроков): Вадим Кузнецов, Александр Маскинский — Иван Балдин (3), Анатолий Голубев, Дмитрий Дитятев, Георгий Логинов, Алексей Торговкин, Феоктист Коптелов, Альвиан Кузнецов, Владимир Мюллер, Иван Фролов, Николай Борцов, Василий Бузунов (8), Алексей Васильев (7), Павел Губин, Владимир Листочкин, Юрий Шкляев.
3. «Спартак» (Москва) (23 (?) игрока): В. Гагин, Анатолий Мельников — Илья Барахов (3), Сергей Воробьёв, Константин Малинин, Георгий Микульшин (1), Николай Монахов (3), Виктор Соколов, Ярослав Тараненко, Николай Тимошин (4), Н.Фёдоров, В. Филиппов, Владимир Виноградов, Иван Лунёв, Алексей Парамонов, Владимир Смирнов, Борис Соколов, Николай Дементьев, Константин Клеусов, Виктор Листиков, П.Руднев, А. Тихонов, П. Шапошников.
4. КВИФК имени Ленина (Ленинград) (19 (?) игроков): Евгений Воронин, Геннадий Савельев (?) — В. Артемьев (1), Виктор Булыгин (?), Анатолий Глазов (3), Сергей Дмитриев, В. Давыдов, Валентин Кулагин, Дмитрий Ликучёв, Николай Михайлуца (1), Сергей Никитин (?), Михаил Орехов, Владимир Понугаев (4), Г. Оплавин, Александр Чаплинский, Н.Рязанцев, Василий Семиразумов, Николай Дубовик (?), Герман Фатале.
5. КБФ (Таллин) (19 (?) игроков): Зиновий Шехтель (?), Мельчарек — Борис Абросов, Анатолий Ананьев (?), Андриевский, Виктор Вержбицкий (?), Аркадий Графов (2), Евгений Жирнов (?), Михаил Кашев (1), А. Киселёв (?), Константин Клещев (?), Борис Ковалёв (2), Николай Михайлов (1), Алексей Савельев, Эрик Тамсаар (?), Уваров, Павел Чеканов, Шогин, Яблочкин.
6. «Водник» (Архангельск) (15 игроков): Носин Белобржек (2), Иван Иванов (7) — Анатолий Залесов (7; 2), Иван Куликов (7; 1), Дмитрий Курочкин (7; 0), Василий Малков (7; 0), Николай Петров (2; 0), Анатолий Полудницын (7; 0), Николай Потапов (3; 0), Анисим Пушкин (7; 2), Владимир Рябов (7; 1), Анатолий Скворцов (6; 0), Юрий Храпов (4; 0), Василий Шубин (6; 0), Николай Ядовин (7; 1).
7. «Красная заря» (Ленинград) (18 (?) игроков): Николай Финк — Абрамов, Валерий Абросимов (1), Павел Артемьев (2), Владимир Богданов (?), Борис Вайвод (1), Николай Дмитриев (1), А. Каменьщиков, Николай Коробков (?), Василий Коротких (?), Копус, Алексей Михайлов, Анатолий Лобанов (?), Аркадий Назин (?), Михаил Петров, Юрий Савин (?), Николай Тимонин (?), Павел Юдин (?).
8. «Трактор» (Харьков) (14 игроков): Яков Шеин — Олесь Алексеенко, Валерий Атюшин, Ионас Буда, Валентин Волков (1), Г. Калинин, Герман Лови, Иван Лукьяненко (1), Ярослав Мардыга, А. Олиференко, Виктор Педоренко (1), Юрий Петров, Станислав Савицкий, Николай Скальский.

Лучший бомбардир — Всеволод Блинков («Динамо» (Москва)), 11 мячей

## Вторая группа
Соревнования во второй группе прошли в Казани с 5 по 22 января 1951 года. По положению о соревнованиях допускались команды, занявшие 9-16 места во чемпионате СССР 1950 года. Команда «Спартак» (Гатчина) отказалась от участия в чемпионате и её место заняла команда «Спартак» (Иваново). Вместо расформированной в конце 1950 года команды «Динамо» (Казань) распоряжением Комитета по делам физкультуры и спорта от 5 января 1951 года в состав участников первенства была включена команда «Крылья Советов» (Казань), костяк которой составили игроки расформированного динамовского клуба.
| М | Команда                            | 1   | 2    | 3   | 4   | 5   | 6   | 7   | 8    | В | Н | П | Мячи  | О  |
| - | ---------------------------------- | --- | ---- | --- | --- | --- | --- | --- | ---- | - | - | - | ----- | -- |
| 1 | ДО (Рига)                          |     | 3:4  | 2:0 | 3:0 | 5:1 | 3:1 | 3:0 | 8:2  | 6 | 0 | 1 | 27-8  | 12 |
| 2 | «Крылья Советов» (Казань)          | 4:3 |      | 1:1 | 4:1 | 0:1 | 4:1 | 3:0 | 10:2 | 5 | 1 | 1 | 26-9  | 11 |
| 3 | Завод имени Калинина (Калининград) | 0:2 | 1:1  |     | 3:0 | 1:0 | 1:0 | 6:1 | 8:2  | 5 | 1 | 1 | 20-6  | 11 |
| 4 | «Динамо» (Чкалов)                  | 0:3 | 1:4  | 0:3 |     | 1:0 | 1:1 | 4:0 | 6:0  | 3 | 1 | 3 | 13-11 | 7  |
| 5 | ДО (Минск)                         | 1:5 | 1:0  | 0:1 | 0:1 |     | 0:0 | 4:0 | 1:0  | 3 | 1 | 3 | 7-7   | 7  |
| 6 | «Локомотив» (Петрозаводск)         | 1:3 | 1:4  | 0:1 | 1:1 | 0:0 |     | 1:2 | 5:0  | 1 | 2 | 4 | 9-11  | 4  |
| 7 | «Спартак» (Иваново)                | 0:3 | 0:3  | 1:6 | 0:4 | 0:4 | 2:1 |     | 2:2  | 1 | 1 | 5 | 5-23  | 3  |
| 8 | «Искра» (Киев)                     | 2:8 | 2:10 | 2:8 | 0:6 | 0:1 | 0:5 | 2:2 |      | 0 | 1 | 6 | 8-40  | 1  |

- Дополнительный матч за 2—3 места: «Крылья Советов» (Казань) — Завод имени Калинина (Калининград) — 4:0.
- Команды ДО (Рига) и «Крылья Советов» (Казань) завоевали право выступать в следующем сезоне в первой группе.
- Ивановский «Спартак», занявший худшее место среди команд РСФСР, отказался от переходных матчей с красноярским «Трактором» и выбыл из числа участников чемпионата СССР.
- Киевская «Искра», занявшая худшее место среди команд Украинской ССР, отказалась от переходных матчей с днепропетровским «Локомотивом» и выбыла из числа участников чемпионата СССР[3].
- Состав команды ДО (Рига) (12 игроков): П. Богданов, С. Богданов, У. Богданов, Николай Дульнев, Г. Дуропп, В. Капустин, Б. Ковалёв, А. Коновалов, Н. Кузьмин, Леонид Огерчук, Станислав Холмогоров, А. Щедрин.